# شینتو

آیکون شینتو

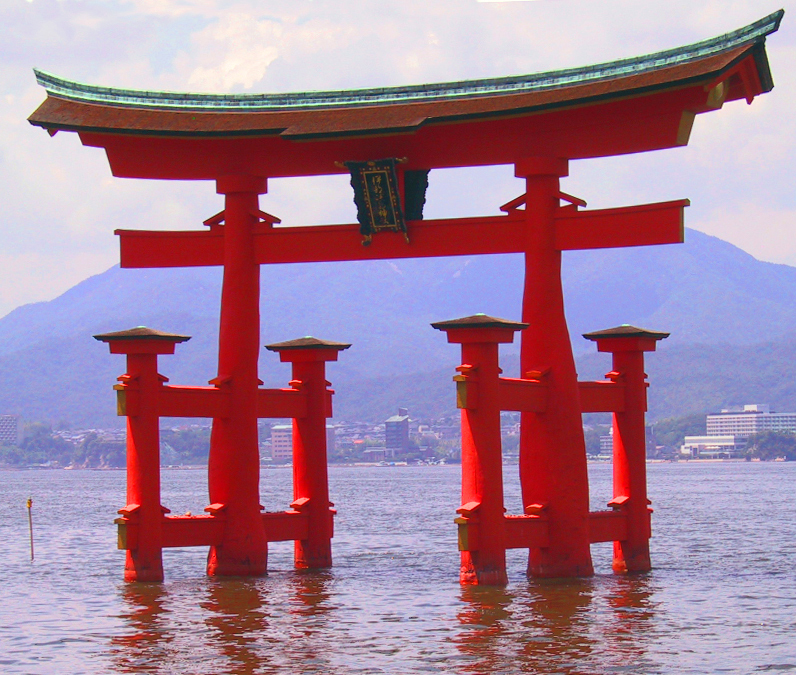
یک توری‌ئی در معبد ایزوکوشیما- راه منتهی به زیارتگاه شینتو توسط یک توری مشخص میشود

شینتو (به ژاپنی: 神道) یعنی راه فرشتگان، آئین باستانی ژاپن است. این آئین ایزدبانوی خورشید به نام اماتراسو (天照) را نگهبان سرزمین اجدادی می‌داند و خاندان امپراتوری را از نسل این خدا و تجسم وی می‌شمارد.
آیین شینتو آیین ملی ژاپن است که فرهنگ ،اخلاقیات و ساختمان اجتماعی ژاپن بر پایه ی آن قرارگرفته است،این آیین پیامبر واحد و کتاب مقدسی ندارد اما دارای اصولی است که ژاپنی ها سخت به آن پایبندند.
هدف آیین شینتو تحقق و تکمیل ارادهٔ کامی و نیاکان در خانواده، جامعه و ملت است انسان‌ها مانند کل طبیعت، کودکان کامی هستند.

## تاریخچه
کیش مهایانای بودایی در حدود سال ۵۵۲ میلادی به ژاپن وارد شد و پس از برخورد با شینتو، سرانجام بسیاری از عناصر بودایی را به مذهب شینتو منتقل کرد. پرستش خدایان ملی و امپراتور و وطن‌پرستی از آداب این آئین است. نوعی فتوت به نام بوشیدو (武士道) به معنی طریقه دلاوران که تا اندازه‌ای از آئین ذن الهام می‌گرفت، جوانمردی و مقاومت برای شرف را الزام می‌کرد. آئین شینتو نیز بارها نوسازی شده‌است و پرستش امپراتور از سال ۱۹۴۶ توسط خود وی منسوخ گردیده‌است.

## کتاب‌ها
آیین شینتو برخلاف ادیان ابراهیمی کتاب مقدسی ندارد، حقیقتی که خود نشانهٔ مهمی از ویژگی دین شینتویی است. هر چند که بعضی از ضبط‌های تاریخی قدیمی به عنوان متونی معتبر شناخته می‌شوند و از این رو مبنای تاریخی و معنوی شینتویی را به وجود می‌آورند. قدیمی‌ترین این کتب به دستور امپراتور وقت تألیف شده و شامل اسطوره و تاریخ اولیهٔ ملت ژاپن است. کتاب کوجیکی مهم‌ترین و قدیمی‌ترین کتاب مذهبی آیین شینتو است. تاریخ نگارش آن برابر با سال ۷۱۲ میلادی است و روایتی از حوادث و رویدادهای تاریخی تا سال ۶۲۸ میلادی ارائه می‌دهد. هر چند که اصل این کتاب با حروف مصور چینی نوشته شده، سبک آن باستانی و ژاپنی خالص است. کتاب دیگر نیهون‌گی یا نیهون‌شوکی به معنای وقایع ژاپن است که ۸ سال پس از کوجیکی به زبان چینی نوشته‌شد، یعنی در سال ۷۲۰ میلادی و سلسلهٔ وقایع را تا سال ۶۹۷ میلادی ادامه می‌دهد. این کتاب با تفصیل بیشتری نسبت به کتاب کوجیکی نوشته شده‌است و از آن جهت که از بعضی رویدادهای واحد چندین روایت به دست داده‌است، و هم از نظر اینکه موضوعاتی دارد که کوجیکی به آن‌ها نمی‌پردازد، ارزش و اهمیت خاصی دارد. این دو کتاب فقط گزارش‌های باستانی موجود از خاندان سلطنتی ژاپن و قبایل مختلف تشکیل دهندهٔ ملت ژاپن را در بر می‌گیرد و نزد پیروان دین شینتویی منزلت بالایی دارد.
کتاب‌های کوجیکی (طرز نوشتن آن به ژاپنی با کتاب کوجیکی تفاوت دارد) به معنای سالنامهٔ رویدادهای باستانی، گوگوشویی به معنای گردآوری‌هایی از داستان‌های باستانی و انگی‌شیکی به معنای جزئیات قوانین دوره انگی نیز در زمرهٔ منابع اصلی و اولیهٔ اطلاعات هستند.

## خلقت جهان
طبق باور شینتوها در این دنیا هیچ نبوده و سپس اولین کامی به نام «آمِنو مینا کانوشی» خودبه‌خود به‌وجود آمده است. او روح ستارهٔ شمالیست. او و دو کامیِ دیگر که به کامی‌های خلقت معروفند جهان و کامی‌های دیگری را به وجود آوردند که دو تا از آن کامی‌ها به نامهای «ایزاناگی» و «ایزانامی» مأمور شدند که با نیزه‌ای که به آن‌ها داده شده بود سرزمین جدیدی را خلق کنند. به‌این ترتیب هشت جزیره به‌وجود آمد که همان جزایرِ ژاپن هستند. همچنین «آماتِراسو» یا «الههٔ خورشید» از چشم چپ یکی از آن‌ها متولد شد. امپراتورهای ژاپن از نسل اولین امپراتورِ ژاپن هستند و اولین امپراتورِ ژاپن هم، نوهٔ «آماتِراسو» یا همان الههٔ خورشید بوده است.

## دین
آئین بودا در ژاپن در قرن ۸ میلادی کاملاً رواج یافت و به‌طور رسمی پذیرفته شد. در آن زمان لازم شد که میان آئین بومی و قدیم شینتو از یک سو و آئین بیگانه و نورسیده بودایی از سوی دیگر تلفیقی صورت گیرد. در آن هنگام برخی از روحانیون بودایی اعلام کردند در مکاشفات خود دانسته‌اند که خدایان باستانی ژاپن در حقیقت هر کدام بودی ستو بوده‌اند و آنجا ظهور کرده‌اند. همچنین گفتند آماتراسو یعنی خدای خورشید همان ظهور کامل بودا در کشور ژاپن بوده‌است. این مکتب را ریوبو، یعنی شینتوی ترکیبی نامیدند و به تبلیغ آن پرداختند. بدین شیوه آئین شینتو نوسازی شد و احیا گردید.

## زندگی پس از مرگ
در مذاهب شینتو سرنوشت‌های مختلفی برای روح انسان‌های مرده گفته شده‌است. بعضی می‌گویند که روح انسان‌ها بعد از مرگ به جهان زیرین که مربوط به مردگان است منتقل می‌شود و این جهان توسط یک رود ،از جهان زنده‌ها که در بالای آن است جدا می‌شود. بعضی به وجود یک بهشت برای روحِ افراد خوب اعتقاد دارند و بسیاری هم معتقدند که افراد مرده تبدیل به کامی می‌شوند و قدرت تأثیر بر روی زندگی افراد زنده را دارند؛ به همین جهت برای افراد مردهٔ خود زیارتگاه‌هایی می‌سازند  که معمولاً خانگی هستند.

## اعمال دینی
طبق قوانین نظم طبیعی یا کاناگارا ،مردم برای ارتباط با کامی‌ها و اجابت دعاهایشان به درگاه آن‌ها باید پاک و طاهر شوند. این کار با انجام اعمال خاصی مانند نذر کردن وهدیه‌هایی که به زیارتگاه‌ها می‌برند صورت می‌گیرد . آن‌ها  محل کارشان را هم توسط روحانیون شینتو و طی مراسمی خاص هر از گاهی مثلاً هر سال تطهیر کرده و با دعاهایی متبرک می‌کنند.کلمهٔ کاناگارا به معنی "راهِ تَجلّی کامی" است یعنی روشی که کامی خود را با آن نشان می‌دهد و کلمهٔ شینتو یعنی راه خدایان. در دین شینتو عقیده بر این است که کامی‌ها در جاهای به‌خصوصی به‌طور موقت مستقر می‌شوند . مثلاً در یک کوه، یک آبشار و یا یک صخره . زیارتگاه‌های شینتو هم در همین محل‌ها ساخته می‌شوند. در این محل‌ها اجسامی هم استفاده می‌شود که باور دارند کامی را به سمت خود جلب می‌کنند . اجسامی مانند یک شمشیر، تزییناتِ معابد همچون یک طناب که کاغذهایی از آن آویزان است، یک عروسک و از همه بیشتر یک آینه . به‌این‌ترتیب می‌توان زیارتگاه‌های قابل حمل هم ساخت که بر روی دو تیر چوبی ،روی دوش مؤمنین در جشنواره‌ها حمل می‌شوند . همچنین می‌توان در هر خانه‌ای زیارتگاه و نمازخانه‌ای ساخت  که معمولاً محل استقرار کامی در آنها، یک آینهٔ مدور است. به این نمازخانه‌های خانگی  "کامیدانا" می‌گویند.این کامیداناها را در زیارتگاه‌های محلی می‌فروشند و در همان‌جا هم طی مراسمی مذهبی، بخشی از کامیِ آن زیارتگاه و یا کامیِ موردنظرِ خریدار که معمولاً یک کامیِ مناسبِ شغلِ خریدار است به کامیدانایی که می‌خرد منتقل می‌شود. علاوه بر آن در زیارتگاه‌ها تکه‌هایی از چوب،پارچه و یا کاغذ هم فروخته می‌شود که روی آن‌ها اسامی کامی‌ها نوشته شده و به عنوان طلسم برای محافظت در برابر حوادث ناگوار به کار می‌رود . آن‌ها را در خانه‌ها و در کامیداناها نگهداری می‌کنند و بعد از یک سال که اثرشان از بین رفت باید جایگزین شوند. اخیراً طلسمهایی برای پیشرفت در رانندگی، کسب و کار و تحصیل هم ساخته می‌شود.

## ناسیونالیسم ژاپنی و شینتو
بیرون از سرزمین اصل ژاپن آئین شینتویی به عنوان امری مترادف با ناسیونالیسم افراطی، میلیتاریسم و پرستش امپراتور شناخته می‌شود. این مطلب عجیب نیست، چون بی‌تردید، در طی قرون و اعصار همواره طرفداران نظامی‌گری و مصادر قدرت، از دین شینتو برای وحدت افکار و تقویت وفاداری مردم ژاپن استفاده کرده‌اند. شاید هم از لحاظ تاریخی وقوع این امر اجتناب‌ناپذیر بوده‌است.
از ابتدای قرن هفدهم میلادی، ترس از دخالت ملت‌های غربی منجر به سرکوب مسیحیت و دفع خارجی‌ها شد و آیین شینتویی که از جانب ادیان بودایی و کنفوسیوسی به سرکوب و حتی جذب در آن‌ها تهدید شده بود، به سنگر حفظ و استقلال فرهنگ قومی ژاپن تبدیل شد. در نیمهٔ اول قرن نوزدهم، قدرت رو به توسعهٔ غرب امپریالیست، تاریخ طولانی استقلال کشور ژاپن را خدشه‌دار ساخت. در این وضعیت کاملاً طبیعی می‌نمود که دین شینتویی، که ارتباط نزدیکی با خاندان سلطنتی داشت، به مبنایی معنوی برای حفظ و استقلال فرهنگ قومی و حفظ کشور از خطر سلطهٔ خارجی تبدیل شود. در نتیجه شینتو خصلتی به‌غایت ناسیونالیستی و ملی‌گرایانه پیدا کرد. از همین بابت هم، در خلال جنگ جهانی دوم افکار و اندیشه‌های میهن پرستانه، جنبهٔ مذهبی پیدا کردند اما پس از این جنگ به بازاندیشی دربارهٔ ناسیونالیسم تنگ نظرانهٔ قبلی، بیش از پیش توجه شد.
شینتوها از زمان‌های قدیم اعتقاد داشتند که امپراتورهای ژاپن از نسل اولین امپراتورِ ژاپن هستند و اولین امپراتورِ ژاپن هم، نوهٔ آماتِراسو یا الههٔ خورشید بوده‌است . تا قبل از سال ۱۸۶۸ آماتراسو یکی از خدایانِ مهم بود؛ اما از آن سال به بعد، حکومت دست به تبلیغات وسیعی زد تا اول آماتراسو را مهم‌ترین خدای جهان نشان دهد و دوم به مردم بقبولاند که با توجه به اینکه امپراتور ژاپن از نسل خدای خورشید است بنابراین شخص مقدسی ست.
با تبلیغات وسیع بر روی این که امپراتور "مِیجی" که در آن زمان  امپراتورِ ژاپن بود ،فرستادهٔ خدایان است و خودش نیز از نسلِ آماتراسو است، این معنی که او خداییست که در بدن یک انسان متولد شده،در ذهن مردم شینتو جا افتاد . آن‌ها به کامی‌هایی که از عالَمِ خدایان می‌آیند و به شکل یک انسان به زمین پا می‌گذارند "آکیتسومی کامی" می‌گفتند. دانش‌آموزان هر روز در برابر عکس امپراتور تعظیم می‌کردند و قسم یاد می‌کردند که خود را فدای حکومت و امپراتوریِ مقدس نمایند. با این دیدگاهی که در جامعه گسترش یافته بود قدرتِ امپراتورانِ ژاپن  هر روز افزایش پیدا می‌کرد تا جایی که  امپراتور هیروهیتو تمام قدرت نظامی و اختیارِ عزل و نصب فرماندهان را در دست داشت . او همانند پدرانش یک "آکیتسومی کامی" یا خدایی در بدن انسان به حساب می‌آمد. بعد از شکست در جنگ جهانی دوم، ژاپن قانون اساسی‌اش را تغییر داد. طبق قانون جدید، دولت از حمایت از هر دین و مذهبی منع شد. در سال ۱۹۴۶ امپراتور هیروهیتو رسماً اعلام کرد که یک آکیتسومی کامی نیست.